# Araneus basalteus
Araneus basalteus là một loài nhện trong họ Araneidae.
Loài này thuộc chi Araneus. Araneus basalteus được Ehrenfried Schenkel-Haas miêu tả năm 1936.